# يوهانس فيلاند
يوهانس فيلاند (بالألمانية: Johannes Wieland)‏ هو معلم موسيقى ألماني، ولد في 20 نوفمبر 1967 في برلين في ألمانيا.